# Luiz Ximenes Filho
Luiz Ximenes Barbosa Filho (Tamboril, 21 de junho de 1947 — Canindé, 7 de março de 2015) foi um radialista, cronista esportivo, comentarista político e político cearense, que exerceu o cargo de deputado estadual de 1991 a 1996. Deixou o cargo para concorrer à prefeitura de Canindé, sendo eleito e exercendo o mandato de 1997 a 2000. Posteriormente, foi eleito vereador do município nas eleições de 2008, obtendo o primeiro lugar em número de votos.

## Biografia
Ximenes Filho nasceu em Tamboril em 21 de junho de 1947, filho de Maria Rodrigues Ximenes e Luiz Ximenes Barbosa completando seus estudos em sua cidade natal. Era graduado como Técnico em Contabilidade, mas ficou amplamente conhecido, especialmente em Canindé, por sua carreira na TV e no rádio cearense. Atuou em veículos como a Rádio Dragão do Mar e a TV Ceará. Em Canindé, participava ativamente da vida política, mesmo fora de cargos eletivos, atuando em rádios locais onde comentava a favor ou contra determinados políticos da região.
Foi eleito prefeito de Canindé em 1996, tomando posse no ano seguinte. Perdeu a reeleição em 2000 e tentou novamente se candidatar à prefeitura em 2004, sendo derrotado mais uma vez. Em 2008, concorreu ao cargo de vereador, sendo eleito como o candidato mais bem votado do pleito.

## Morte
Ximenes Filho morreu em 7 de março de 2015, em sua residência na cidade de Canindé. Após passar mal durante a tarde, foi socorrido pelo Grupo de Socorro de Urgência e encaminhado ao Hospital Regional São Francisco, onde já chegou sem vida. Durante a sessão plenária do dia 11 de março, o deputado Bruno Pedrosa lamentou a morte do político, afirmando: "Ele gostava de estar perto do povo de Canindé. Foi uma grande liderança do Sertão." O Sepultamento ocorreu no Cemitério Parque São Francisco, com o cortejo fúnebre saindo de sua residência e passando por locais importantes, como a Câmara Municipal de Canindé.